# Steenokkerzeel
Steenokkerzeel is een plaats en een gemeente in de Belgische provincie Vlaams-Brabant. De gemeente telt ruim 12.000 inwoners. Tot de gemeente behoren ook de deelgemeenten Melsbroek en Perk. De gemeente ligt in de landstreek Dijleland.
De gemeente strekt zich uit ten noorden en oosten van Brussels Airport, maar ook de MS-kliniek van Melsbroek en de gesloten opvangcentra Caricole en Repatriëringscentrum 127bis bevinden zich op het grondgebied van de gemeente.  Het grootste publieksevenement in de gemeente is het jaarlijkse Paradise City Festival in het domein van het kasteel van Perk.

## Geografie
Net zoals bij de buurgemeenten Zaventem en Machelen wordt een groot deel van het grondgebied ingenomen door Brussels Airport. In Melsbroek is de militaire vliegbasis gevestigd. In Steenokkerzeel zelf is de Sabena Flight Academy gelegen alsook het luchtverkeersleidingscentrum CANAC en de controletoren van Skeyes.
Naast Zaventem en Machelen grenst de gemeente Steenokkerzeel ook aan de Vlaams-Brabantse gemeenten Vilvoorde (met Peutie en Houtem), Zemst (met Elewijt), Kampenhout (met Berg en Nederokkerzeel) en Kortenberg (met Erps-Kwerps).

### Kernen
Binnen Steenokkerzeel zelf liggen ook de woonkernen Humelgem en Wambeek inclusief de wijken Groenveld, Zonnebos en Duistbos.
Tot de deelgemeente Perk behoort ook de wijk 't Dickt en de gehuchten Huinhoven in het westen en Boekt helemaal in het noorden, tegen Elewijt-centrum. Naast Boekt bevindt zich het Snijsselbos (ook wel Moorbos genoemd)
In Melsbroek zijn geen andere kernen maar bevindt zich wel het Floordambos (vroeger ook Gasthuysbos genoemd).

### Deelgemeenten
| # | Naam           | Opp. (km²) | Inwoners (2020) | Inwoners per km² | NIS-code |
| - | -------------- | ---------- | --------------- | ---------------- | -------- |
| 1 | Steenokkerzeel | 9,47       | 6.830           | 722              | 23081A   |
| 2 | Melsbroek      | 6,34       | 2.633           | 416              | 23081B   |
| 3 | Perk           | 7,83       | 2.815           | 359              | 23081C   |

## Bezienswaardigheden
- Het Kasteel ter Ham, daterend van rond 1500
- De Sint-Rumolduskerk
- De Overmolen

## Natuur en landschap
Steenokkerzeel is sterk verstedelijkt. De hoogte bedraagt 15-65 meter.

## Demografische ontwikkeling

### Demografische evolutie voor de fusie
- Bronnen:NIS, Opm:1831 tot en met 1970=volkstellingen

### Demografische ontwikkeling van de fusiegemeente
Alle historische gegevens hebben betrekking op de huidige gemeente, inclusief deelgemeenten, zoals ontstaan na de fusie van 1 januari 1977.
- Bronnen:NIS, Opm:1831 tot en met 1981=volkstellingen; 1990 en later= inwonertal op 1 januari

| Inwoners van jaar tot jaar op 1 januari 1992 tot heden | Inwoners van jaar tot jaar op 1 januari 1992 tot heden | Inwoners van jaar tot jaar op 1 januari 1992 tot heden |
| jaar                                                   | Aantal                                                 | Evolutie: 1992=index 100                               |
| ------------------------------------------------------ | ------------------------------------------------------ | ------------------------------------------------------ |
| 1992                                                   | 10.058                                                 | 100,0                                                  |
| 1993                                                   | 10.072                                                 | 100,1                                                  |
| 1994                                                   | 10.098                                                 | 100,4                                                  |
| 1995                                                   | 10.134                                                 | 100,8                                                  |
| 1996                                                   | 10.130                                                 | 100,7                                                  |
| 1997                                                   | 10.184                                                 | 101,3                                                  |
| 1998                                                   | 10.273                                                 | 102,1                                                  |
| 1999                                                   | 10.411                                                 | 103,5                                                  |
| 2000                                                   | 10.419                                                 | 103,6                                                  |
| 2001                                                   | 10.535                                                 | 104,7                                                  |
| 2002                                                   | 10.534                                                 | 104,7                                                  |
| 2003                                                   | 10.546                                                 | 104,9                                                  |
| 2004                                                   | 10.664                                                 | 106,0                                                  |
| 2005                                                   | 10.643                                                 | 105,8                                                  |
| 2006                                                   | 10.835                                                 | 107,7                                                  |
| 2007                                                   | 10.988                                                 | 109,2                                                  |
| 2008                                                   | 11.196                                                 | 111,3                                                  |
| 2009                                                   | 11.353                                                 | 112,9                                                  |
| 2010                                                   | 11.435                                                 | 113,7                                                  |
| 2011                                                   | 11.589                                                 | 115,2                                                  |
| 2012                                                   | 11.640                                                 | 115,7                                                  |
| 2013                                                   | 11.616                                                 | 115,5                                                  |
| 2014                                                   | 11.744                                                 | 116,8                                                  |
| 2015                                                   | 11.859                                                 | 117,9                                                  |
| 2016                                                   | 11.924                                                 | 118,6                                                  |
| 2017                                                   | 11.944                                                 | 118,8                                                  |
| 2018                                                   | 12.090                                                 | 120,2                                                  |
| 2019                                                   | 12.135                                                 | 120,7                                                  |
| 2020                                                   | 12.279                                                 | 122,1                                                  |
| 2021                                                   | 12.372                                                 | 123,0                                                  |
| 2022                                                   | 12.497                                                 | 124,2                                                  |
| 2023                                                   | 12.614                                                 | 125,4                                                  |
| 2024                                                   | 12.663                                                 | 125,9                                                  |
| 2025                                                   | 12.727                                                 | 126,5                                                  |

## Galerij

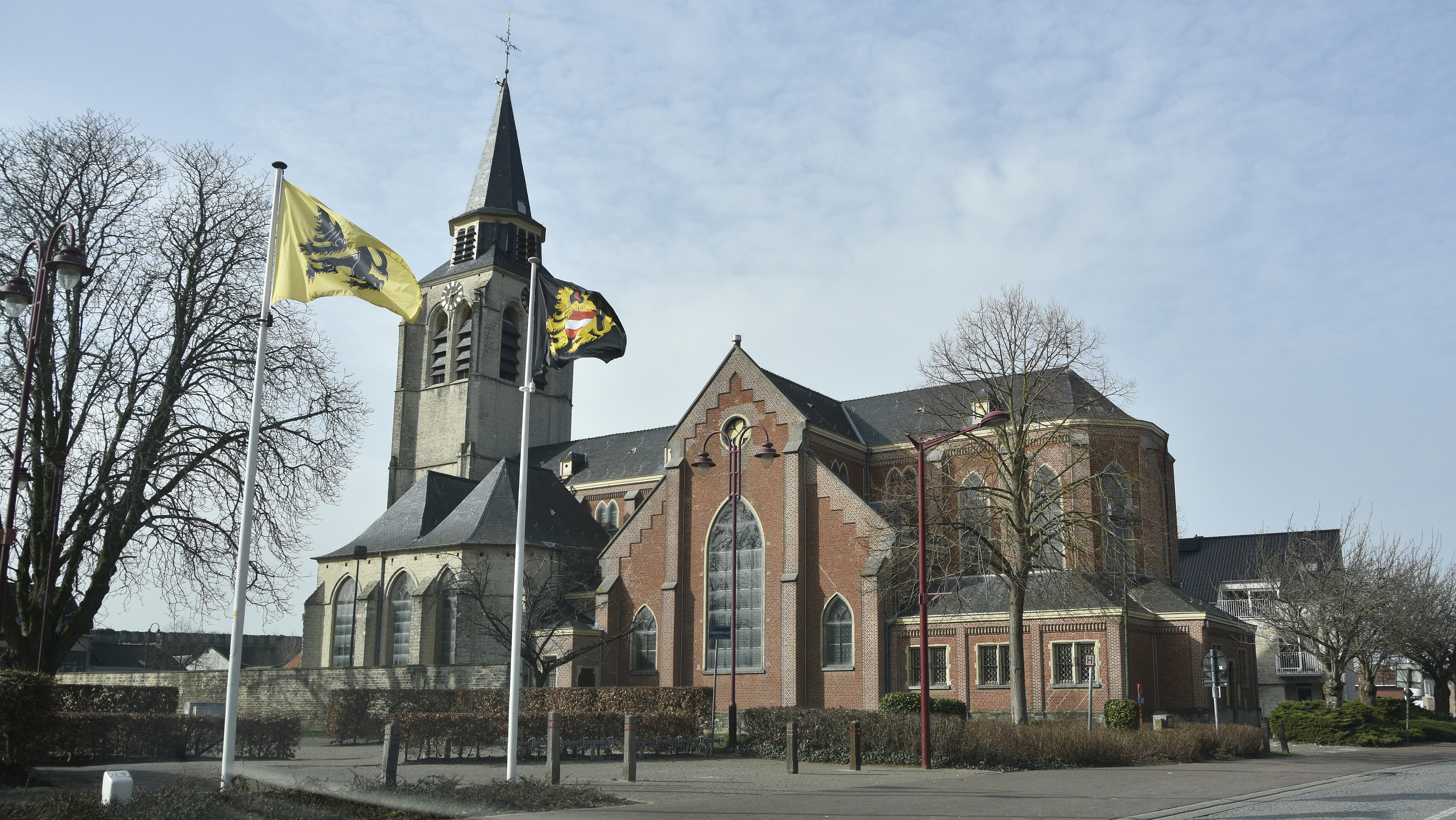
Sint-Rumolduskerk
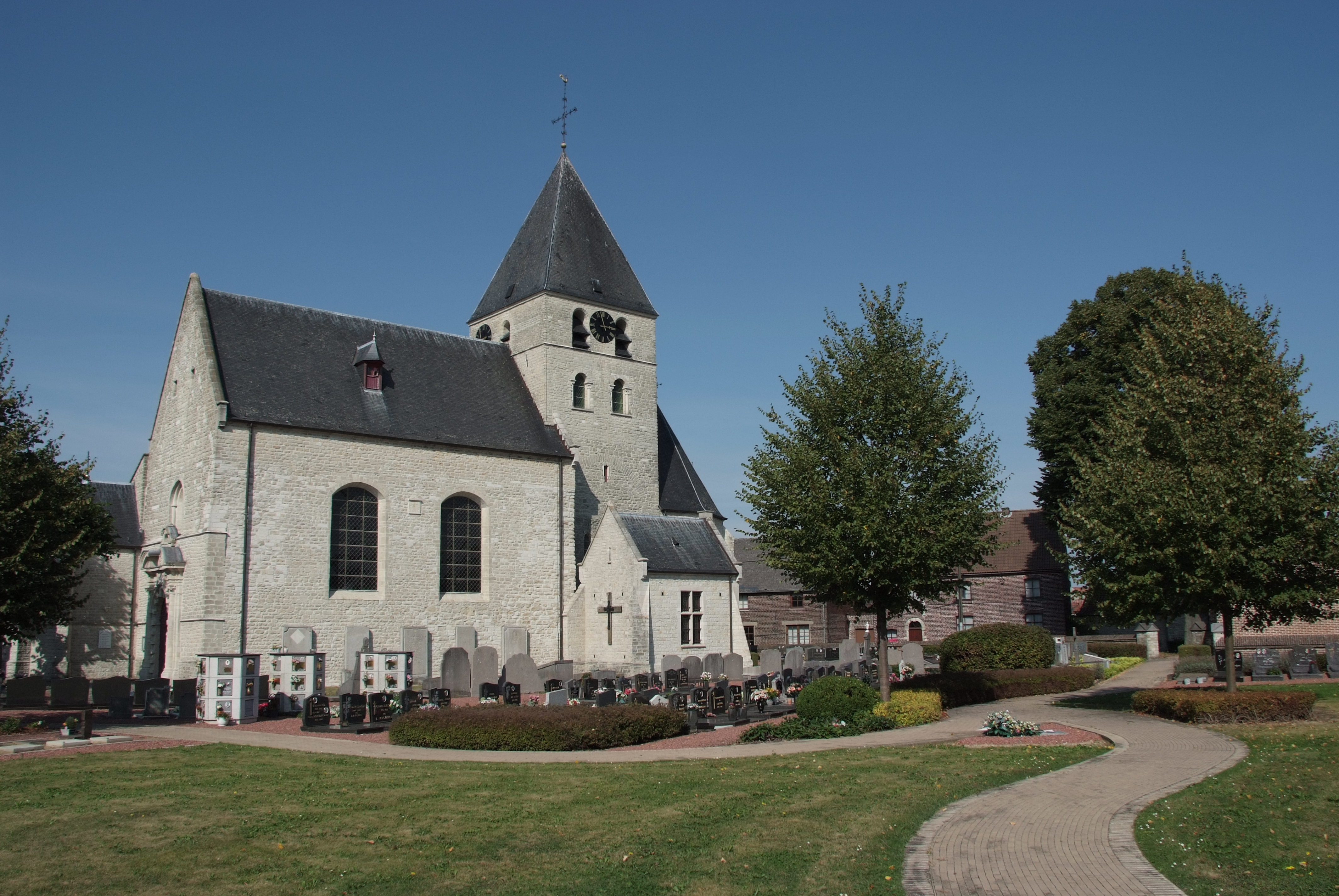
Sint-Katharinakerk, Humelgem

## Politiek
De burgemeester was bij verschillende verkiezingen Karel Servranckx (LVB-Open Vld). Zijn kartel was bij de verkiezingen in 2006 en 2000 de grootste met respectievelijk 22,97% en 26,28% van de stemmen. In 1994 was dit LVB met 47,82% en in 1988 de PVV met 49,77%.
Bij de verkiezingen van 2006 kwam Union des Francophones voor de eerste keer op omdat volgens hen "de rechten van de Franstaligen in Steenokkerzeel niet erkend worden en ze zich op cultureel vlak niet kunnen ontplooien". De partij haalde 248 (3,29%) stemmen. Sinds 2013 is er echter een nieuwe burgemeester, namelijk Kurt Ryon van KLAVER-NVA. Met 29% van de stemmen werden zij de grootste partij van Steenokkerzeel. 6 jaar hebben zij samen met Open VLD een meerderheid gevormd. Wim Mombaerts, Geert Laureys, Clémence Maes, Jan Vanhoof en Alex Trostmann waren de 5 schepenen. Vanaf 1 januari 2019 doet KLAVER-NVA alleen verder.

### Burgemeesters
- 1945-1958: Lodewijk Claes
- 1983-1994: Maurice Schoetens (VLD)
- 1995-2012: Karel Servranckx (LVB-VLD) (In coalitie met CD&V en sp.a)
- 2013-2018: Kurt Ryon (Klaver-N-VA) (In coalitie met LVB)
- 2018-2024: Kurt Ryon (Klaver-N-VA)
- 2024-2030: Kurt Ryon (Klaver-N-VA)

Sinds 14 oktober 2018 heeft KLAVER-NVA de absolute meerderheid in Steenokkerzeel, met 14 van de 23 zetels. Kurt Ryon blijft zo burgemeester tot 2024. Hij wordt bijgestaan door de volgende schepenen van KLAVER-NVA: Wim Mombaerts, Geert Laureys, Marleen Ral, Jelle Mombaerts en Liesbeth Degrève.  Sinds 1 januari 2022  is Hannelore Velaerts de nieuwe schepen voor KLAVER-NVA.  Zij is op dat ogenblik de jongste schepen van Vlaanderen. Vanaf 5 december 2024 doet KLAVER-NVA  verder met een absoute meerderheid.   Bij de verkiezingen van oktober 2024 haalt KLAVER-NVA 17 van de 23 zetels (60.5%), een stijging van stemmen met 9.3%)  Kurt Ryon zijn mandaat van burgemeester verder uitoefenen, samen met de schepenen  Hannelore Velaerts, Wim Mombaerts, Geert Laureys, Jelle Mombaerts en nieuwkomer Geert 'Witte' Storms.  Met 43% sluit Kurt Ryon de top 10 van Vlaanderen af op de lijst van burgemeesters met de hoogste penetratiegraad (persoonlijke stemmen <> uitgebrachte stemmen).

### Resultaten gemeenteraadsverkiezingen sinds 1976
| Partij of kartel     | Partij of kartel                                          | 10-10-1976 | 10-10-1976 | 10-10-1982 | 10-10-1982 | 9-10-1988 | 9-10-1988 | 9-10-1994 | 9-10-1994 | 8-10-2000 | 8-10-2000 | 8-10-2006 | 8-10-2006 | 14-10-2012 | 14-10-2012 | 14-10-2018 | 14-10-2018 | 13-10-2024 | 13-10-2024 |
| Stemmen / Zetels     | Stemmen / Zetels                                          | %          | 19         | %          | 21         | %         | 21        | %         | 21        | %         | 21        | %         | 21        | %          | 21         | %          | 23         | %          | 23         |
| -------------------- | --------------------------------------------------------- | ---------- | ---------- | ---------- | ---------- | --------- | --------- | --------- | --------- | --------- | --------- | --------- | --------- | ---------- | ---------- | ---------- | ---------- | ---------- | ---------- |
|                      | CVP1 / ANDERSA / CD&V2                                    | 56,681     | 13         | -          |            | 28,651    | 6         | 27,17A    | 6         | 13,831    | 3         | 14,712    | 3         | 14,342     | 3          | 8,22       | 1          | 7,02       | 1          |
|                      | VU1 / ANDERSA / KLAVER2 / Klaver-N-VA3                    | 20,591     | 4          | 10,311     | 2          | 8,811     | 1         | 27,17A    | 6         | 14,142    | 3         | 14,152    | 3         | 28,963     | 7          | 51,23      | 14         | 60,53      | 17         |
|                      | PVV1 / LvB2 / LvB-VLD3 / Lijst van de Burger5/ VLAM 18206 | 11,281     | 1          | 21,91      | 5          | 49,771    | 12        | 47,822    | 12        | 26,283    | 7         | 22,973    | 6         | 26,115     | 6          | 18,15      | 4          | 15,96      | 3          |
|                      | Lijst van en voor de Burger (LVVB)4                       | -          |            | -          |            | -         |           | -         |           | 19,554    | 4         | 11,554    | 2         | 26,115     | 6          | 18,15      | 4          | 15,96      | 3          |
|                      | SP1/ sp.a2/ Vooruit3                                      | 11,451     | 1          | 13,371     | 2          | 12,771    | 2         | 10,011    | 1         | 10,161    | 2         | 13,272    | 3         | 15,552     | 3          | 8,82       | 1          | 10,33      | 2          |
|                      | Groen                                                     | -          |            | -          |            | -         |           | -         |           | -         |           | 3,17      | 0         | 7,86       | 1          | 13,7       | 3          | 3,5        | 0          |
|                      | Vlaams Blok1/ Vlaams Belang2                              | -          |            | -          |            | -         |           | -         |           | 9,321     | 1         | 15,162    | 4         | 7,182      | 1          | -          |            | -          |            |
|                      | B.V.D.I.                                                  | -          |            | -          |            | -         |           | 13,81     | 2         | 6,71      | 1         | -         |           | -          |            | -          |            | -          |            |
|                      | GWS                                                       | -          |            | 27,33      | 7          | -         |           | -         |           | -         |           | -         |           | -          |            | -          |            | -          |            |
|                      | KDV                                                       | -          |            | 17,49      | 4          | -         |           | -         |           | -         |           | -         |           | -          |            | -          |            | -          |            |
|                      | VGB                                                       | -          |            | 8,27       | 1          | -         |           | -         |           | -         |           | -         |           | -          |            | -          |            | -          |            |
| Anderen(*)           | Anderen(*)                                                | -          |            | 1,32       | 0          | -         |           | 1,19      | 0         | -         |           | 5,00      | 0         | -          |            | -          |            | 2,9        | 0          |
| Totaal stemmen       | Totaal stemmen                                            | 5950       | 5950       | 6772       | 6772       | 7096      | 7096      | 7136      | 7136      | 7508      | 7508      | 7746      | 7746      | 7979       | 7979       | 8348       | 8348       | 5742       | 5742       |
| Opkomst %            | Opkomst %                                                 |            |            |            |            | 94,05     | 94,05     | 92,12     | 92,12     | 92,58     | 92,58     | 93,62     | 93,62     | 91,78      | 91,78      | 92,9       | 92,9       | 61,8       | 61,8       |
| Blanco en ongeldig % | Blanco en ongeldig %                                      | 3,43       | 3,43       | 5,21       | 5,21       | 3,73      | 3,73      | 6,64      | 6,64      | 4,3       | 4,3       | 2,78      | 2,78      | 3,31       | 3,31       | 4,1        | 4,1        | 2,0        | 2,0        |

De zetels van de gevormde coalitie staan vetjes afgedrukt. De grootste partij is in kleur.

(*) 1982: PVDA (1,32%), 1994: PVDA (1,19%), 2006: UF (3,29%), SAMEN (1,71%) / 2024: 1820AnderS! (2,9%)

## Mobiliteit
De N227 doorkruist de gemeente van noord naar zuid, en de N21 van oost naar west. Bij de N21 in Brucargo begint de N211 die net buiten het grondgebied van Steenokkerzeel aansluit op de E19/A1.

## Bekende inwoners
- Ferdinand van Lannoy (1520-1579), stadhouder van Artois en Holland
- Zita van Bourbon-Parma (1892-1989), Keizerin van Oostenrijk en Koningin van Hongarije, echtgenote van de laatste Keizer (Karl I) van de dubbelmonarchie Oostenrijk-Hongarije.
- Magda Aelvoet (1944), politica
- Gene Thomas (1972), zanger
- Kristel Verbeke (1975), ex-lid van K3
- Kim Gevaert (1978), atlete (ereburger van Steenokkerzeel)
- Will Tura (1940), zanger, componist (in 1967 verhuisde hij naar Steenokkerzeel (Acacialaan, Zonnebos)
- Lars Bosschaerts (2005), finalist Junior Bake Off Vlaanderen (junior-versie van Bake Off Vlaanderen)

## Nabijgelegen kernen
Humelgem, Melsbroek, Perk, Kampenhout